# Морело, Вильсон
Ви́льсон Море́ло (исп. Wilson David Morelo López; род. 21 мая 1987, Монтерия, департамент Кордова) — колумбийский футболист, нападающий аргентинского клуба «Колон».

## Биография
Морело родился в бедной семье в окрестности города Монтерия, которая называется Кантакларо, известная высоким уровнем подростковой преступности и наркоторговлей. Брат Вильсона, Вильям Морело, профессионально занимавшийся боксом, был убит преступниками в 2009 году.
Вильсон с детства занимался футболом в различных спортивных школах родного города, а затем попал в юношескую команду команды «Бахо Каука». Начал профессиональную карьеру в 2005 году в этом клубе, который в 2008 году был преобразован в «Итагуи Дитайрес», а ныне известен как «Агилас Перейра».
В 2006—2008 годах выступал за «Энвигадо» и «Мильонариос», но твёрдым игроком основы сумел стать лишь перейдя в «Америку» из Кали в 2008 году. Он помог своей команде выиграть рекордный 13-й чемпионский титул, но вскоре финансовая ситуация в «Америке» стала катастрофичной, клуб вылетел во Второй дивизион и не смог рассчитаться с игрокам. Морело был вынужден вновь сменить команду.
В 2010—2013 годах нападающий сменил три клуба — он выступал за «Атлетико Уилу», «Депортес Толиму» и «Ла Экидад». В 2013 году впервые покинул Колумбию, подписав контракт с «Монтерреем», но в Мексике у Морело игра не заладилась, и в 2014 он вернулся на родину, отправившись в аренду в «Санта-Фе».
В составе «Индепендьенте Санта-Фе» Вильсон Морело добился наивысших успехов в своей игровой карьере. В 2014 году он помог команде стать чемпионами страны в восьмой раз (чемпионат Финалисасьон).
В 2015 году стал победителем турнира Суперлига Колумбии, в котором встречаются чемпионы Апертуры и Финалисасьона предыдущего сезона. Благодаря этой победе «Санта-Фе» получил путёвку в розыгрыш Южноамериканского кубка 2015. Во втором по значимости турнире Южной Америки Морело отметился пятью забитыми голами, благодаря которым «Красный экспресс» вышел в финал третьего международного турнира в клубной истории. В финале оба матча завершились вничью 0:0, а в серии пенальти футболисты «Санта-Фе» были точнее игроков аргентинского «Уракана» — 3:1. Морело стал лучшим бомбардиром розыгрыша, разделив это звание с Рамоном Абилой, Миллером Боланьосом и Хосе Ариэлем Нуньесом, на счету которых также оказалось по пять забитых мячей.
После победы в Южноамериканском кубке Вильсон Морело перешёл в мексиканскую команду «Дорадос де Синалоа».

## Титулы и достижения
Санта-Фе
- Чемпион Колумбии: 2014 (Финалисасьон)
- Победитель Суперлиги Колумбии: 2015
- Обладатель Южноамериканского кубка: 2015

Личные
- Лучший бомбардир Южноамериканского кубка: 2015
- Лучший бомбардир Кубка Либертадорес: 2018 (совместно с Мигелем Борхой)